# Camilla Borromeo

Stemma di Casa Borromeo

Camilla Borromeo (... – 6 novembre 1582) è stata una nobildonna italiana.

## Biografia
Era figlia di Giberto II Borromeo (1511-1558), conte di Arona, e di Margherita Medici di Marignano (1510-1547). Fu sorella di san Carlo Borromeo e nipote di Giovanni Angelo de' Medici, che era stato da poco eletto papa con il nome di Pio IV. Fu proprio il papa a indicare le nozze della nipote, alla quale creò la dote, dando il governo di Benevento al marito.
Il 12 marzo 1560 sposò Cesare I Gonzaga, figlio di Ferrante I Gonzaga, conte di Guastalla e principe di Molfetta, dal quale ebbe due figli:
- Margherita (1562-1618);
- Ferrante II (1563-1630), conte di Guastalla e principe di Molfetta, poi (dal 1621) primo Duca sovrano di Guastalla.

Dopo la morte del marito, avvenuta nel 1575, vendette il ducato di Ariano per 53.000 ducati a Laura Loffredo Gesualdo.
Fu dedita alla religione a all'istruzione delle confraternite religiose.
Morì nel 1582.